# Japantown (Vancouver)
Japantown, známá i jako Little Yokohama či Little Tokyo byla městská část v kanadském městě Vancouver, kterou obývali japonští emigranti. 

## Historie

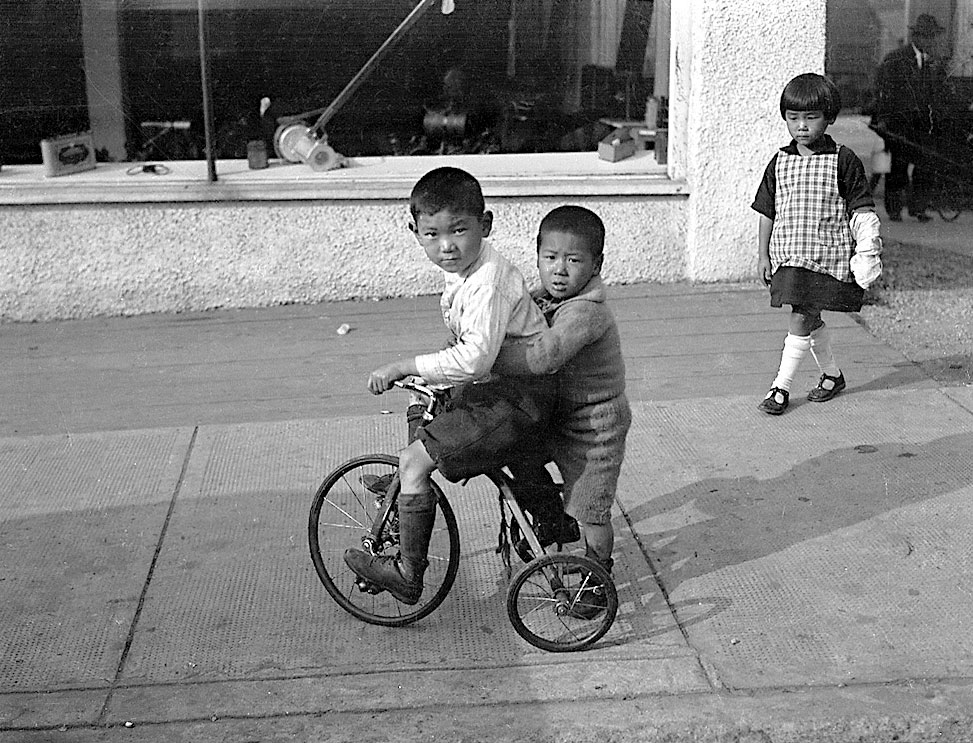
Děti v Japantownu v roce 1927

Japantown se rozkládala na sever od Chinatownu. Začátkem 20. století na čtvrť zaútočili členové Ligy za vyloučení Asijců, jež před tím vypálila část Chinatownu. V Japantownu se lidem podařilo zabránit těmto násilníkům v ničení jejich obchodů.

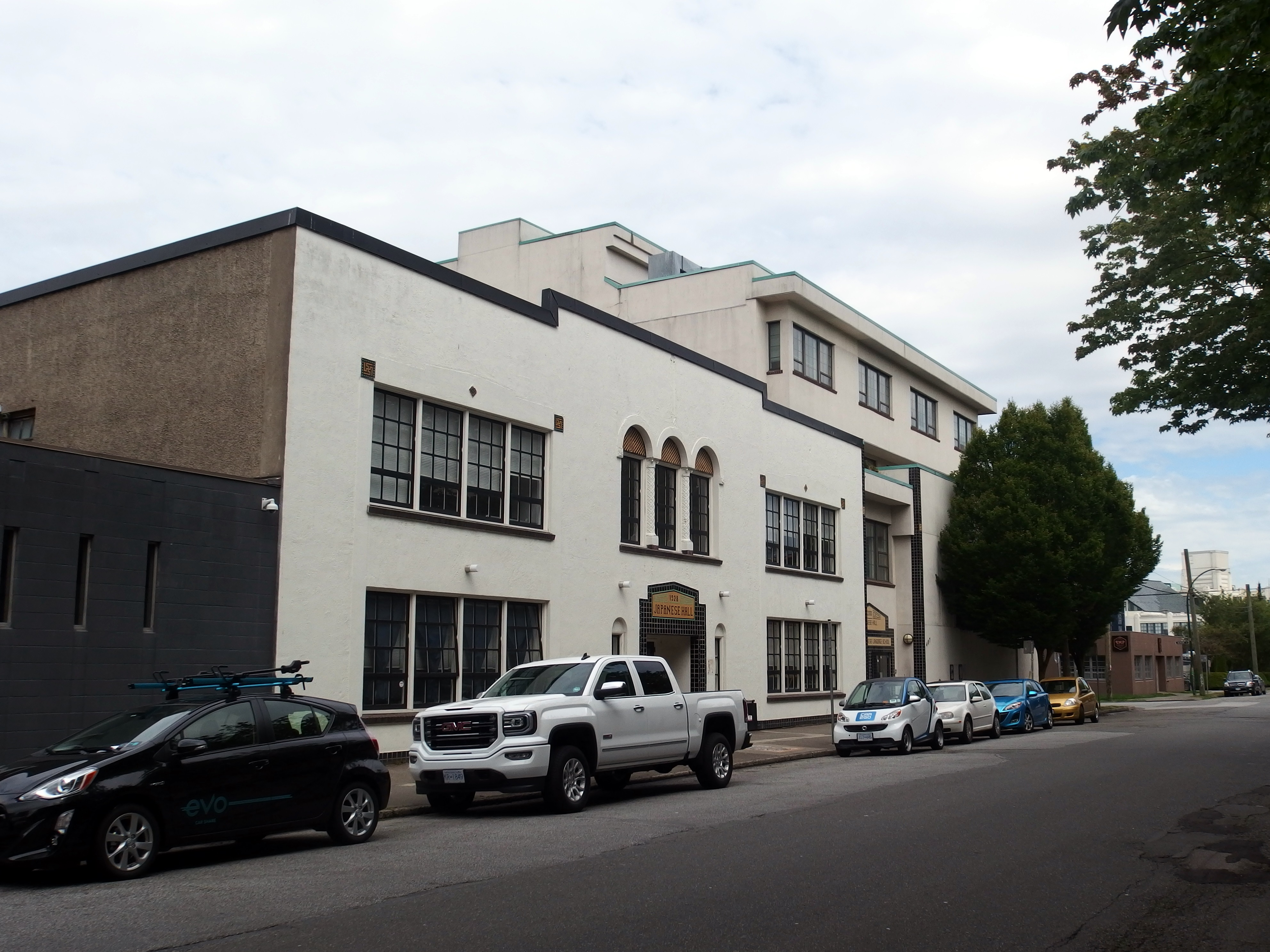
Japonské kulturní centrum ve Vancouveru

Během druhé světové války, když byli kanadští občané japonského původu internováni v táborech a jejich majetek zkonfiskovaný, přestal být Japantown čistě japonským etnickým územím. I když se někteří Japonci po skončení války vrátili, jejich komunitu už nikdy neobnovili. Území Japantownu nyní patří k městské části Downtown Eastside.
Podél ulice Powell Street stále existuje pár odkazů na bývalou japonskou čtvrť. Buddhistický chrám Vancouver Buddhist Church sloužil v minulosti jako japonský metodistický kostel. Před vypuknutím rozmachu otevírání japonských restaurací v 80. letech, se na Powell Street nacházely jediné dvě japonské restaurace ve Vancouveru.
V parku Oppenheimer Park se každoročně koná dvoudenní pouliční festival Powell Street Festival.

## Nový Japantown
V ulici Alberni Street, mezi ulicí Burrard Street a městskými částmi West End a Downtown vznikla rozšiřující se enkláva japonských maloobchodů a restaurací. Tuto oblast ve Vancouveru někdy označují jako New Japantown, nebo Little Ginza.
New Japantown je na vzestupu už 20 let. Nachází se zde luxusní restaurace, taneční kluby, karaoke bary, obchody a butiky se značkovým zbožím. Často sem zavítají obyvatelé města a turisté z Japonska, kteří hledají výrobky a suvenýry za vyjednanou cenu, podobnou cenám v Tokiu, nebo v Ósace.